# Manuel Amoros
Manuel Amoros, född 1 februari 1962 i Nîmes, Frankrike,  är en före detta professionell fotbollsspelare (ytterback) som spelade 82 landskamper och gjorde 1 mål för det franska landslaget. Efter spelarkarriären har han varit tränare för Komorernas samt Benins landslag.
Med sina 82 landskamperhade Amoros ett tag rekordet för antal matcher i franska landslaget. Amoros gjorde debut som 20-åring mot Italien den 23 februari 1982, och spelade fem matcher i VM samma år. I semifinalen mot Västtyskland var han nära att avgöra matchen i slutsekunderna av ordinarie matchtid, men hans långskott träffade ribban, och till slut vann västtyskarna efter straffsparksläggning. I EM 1984 blev Amoros utvisad i matchen mot Danmark, och i finalen mot Spanien började han på bänken, men fick komma in och spela de sista 20 minuterna när Frankrike blev europamästare. Vid VM i Mexiko 1986, då Frankrike blev bronsmedaljörer, spelade Amoros samtliga matcher och gjorde även sitt enda landslagsmål i bronsmatchen mot Belgien. 1988 tog Amoros över som lagkapten i landslaget, men man misslyckades med att kvalificera sig för VM 1990. Hans sista stora mästerskap blev EM i Sverige 1992, då Frankrike blev utslaget redan i gruppspelet. Amoros avslutade landslagskarriären efter EM-förlusten mot Danmark den 17 juni 1992.
På klubblagsnivå gjorde Amoros debut för Monaco 1980, och spelade där i nio säsonger. Med Monaco blev han fransk mästare 1982 och 1988 samt fransk cupvinnare 1985. 1989 bytte han till Olympique de Marseille, där han vann ligan tre år i rad, och dessutom gick till final i Europacupen 1991. 1993–95 spelade han i Olympique Lyonnais innan han kom tillbaka till Marseille, där han avslutade karriären efter säsongen 1995/96.